# Conie
Conie – rzeka we Francji, przepływająca przez tereny departamentów Loiret i Eure-et-Loir, o długości 32,4 km. Stanowi dopływ rzeki Loir.